# Punk (Young Thug)
Punk è il secondo album in studio del rapper statunitense Young Thug, pubblicato nel 2021.

## Tracce
1. Die Slow (with Strick) – 3:57
2. Stressed (with J. Cole and T-Shyne) – 3:40
3. Stupid/Asking – 5:33
4. Recognize Real (with Gunna) – 2:51
5. Contagious – 2:30
6. Peepin Out the Window (with Future and BSlime) – 3:57
7. Rich Nigga Shit (with Juice Wrld) – 2:57
8. Livin It Up (with Post Malone and ASAP Rocky) – 3:30
9. Yea Yea Yea – 2:24
10. Insure My Wrist (with Gunna) – 2:48
11. Scoliosis (with Lil Double 0) – 2:50
12. Bubbly (with Drake and Travis Scott) – 2:45
13. Road Rage – 2:32
14. Faces – 2:12
15. Droppin Jewels – 3:38
16. Fifth Day Dead – 2:30
17. Icy Hot (with Doja Cat) – 3:36
18. Love You More (with Nate Ruess, Gunna and Jeff Bhasker) – 3:41
19. Hate the Game – 2:44
20. Day Before (with Mac Miller) – 2:15